# Ferdinando Ponzetti
Ferdinando Ponzetti o Ponzetta (Firenze, 1444 – Roma, 9 settembre 1527) è stato un cardinale e vescovo cattolico italiano.

## Biografia
Di nobile famiglia di origine napoletana, studiò filosofia, teologia, greco e medicina.
Fu medico di papa Innocenzo VIII, poi segretario di papa Alessandro VI e di papa Giulio II. Fu chierico della Camera Apostolica, poi presidente e decano e infine tesoriere.
Il 20 aprile 1517 fu eletto vescovo di Molfetta e fu consacrato il 21 dicembre dello stesso anno da papa Leone X.
Intanto, il 1º luglio 1517 lo stesso papa Leone X l'aveva creato cardinale e il 6 luglio dello stesso anno aveva ricevuto il titolo di San Pancrazio fuori le mura.
Il 12 luglio 1518 rinunciò alla sua diocesi a favore del nipote Giacomo Ponzetti.
Papa Adriano VI il 22 dicembre 1522 lo trasferì alla sede di Grosseto, a cui rinuncerà il 25 febbraio 1527.
Durante il sacco di Roma del 1527, perse la sua intera ricchezza, che era leggendaria.
Morì a Roma anche per i maltrattamenti subiti dalle truppe imperiale e fu sepolto nella cappella di Santa Brigida nella chiesa di Santa Maria della Pace.

## Conclavi
Durante il suo periodo di cardinalato Ferdinando Ponzetti partecipò ai conclavi:
- conclave del 1521-1522, che elesse papa Adriano VI
- conclave del 1523, che elesse papa Clemente VII

## Genealogia episcopale
La genealogia episcopale è:
- Cardinale Guillaume d'Estouteville, O.S.B.Clun.
- Papa Sisto IV
- Papa Giulio II
- Cardinale Raffaele Sansone Riario
- Papa Leone X
- Cardinale Ferdinando Ponzetti

La successione apostolica è:
- Vescovo Alberto de Nasis, O.P. (1518)
- Vescovo Sisto Gignazi degli Armellini (1521)